# 漢斯-埃米爾·舒斯特
漢斯-埃米爾·舒斯特（德語：Hans-Emil Schuster，1934年9月19日—2024年12月20日）是一位德國天文學家、小行星和彗星的發現者，於1991年10月退休。他發現了週期彗星舒斯特彗星（106P/Schuster）、C/1976 D2 彗星（以當時的命名法，它被稱為1975 II彗星或1976c彗星），該彗星因其近日點距離巨大而引人注目，達到6.88天文單位，是當時觀測到的最遠彗星。
他發現了25顆小行星，其中包括著名的阿波羅小行星2329 Orthos 和阿莫爾型小行星2608 Seneca、3271 Ul、3288 Seleucus和 3908 Nyx。他發現了近地小行星161989 Cacus，這顆小行星隨後失蹤後，直到2003年才再度被發現。
他與理察·馬丁·威斯特共同發現了鳳凰座矮星系，並於1976年發現了波江座球狀星團，這是銀河系暈中最遙遠的球狀星團之一。 1980年，他在NGC 1255星系中發現了一顆II型超新星。

## 外部連結
- The ESO/Uppsala Survey of the ESO(B) Atlas 的存檔，存档日期2013-11-11.
- 106P/Schuster （页面存档备份，存于）, cometography.com
- Phoenix Dwarf （页面存档备份，存于）, Spider's Homepage